# Roberto Junior Fernández
Roberto Júnior Fernández Torres – noto anche come Gatito Fernández – (Asunción, 29 marzo 1988) è un calciatore paraguaiano, portiere del Cerro Porteño e della nazionale paraguaiana.

## Biografia
Nato a Asunción, è figlio dell'ex calciatore paraguaiano Roberto Fernández, anche lui portiere, soprannominato Gato: da qui il soprannome di Gatito.

## Statistiche

### Cronologia presenze e reti in nazionale
| Cronologia completa delle presenze e delle reti in nazionale ― Paraguay | Cronologia completa delle presenze e delle reti in nazionale ― Paraguay | Cronologia completa delle presenze e delle reti in nazionale ― Paraguay | Cronologia completa delle presenze e delle reti in nazionale ― Paraguay | Cronologia completa delle presenze e delle reti in nazionale ― Paraguay | Cronologia completa delle presenze e delle reti in nazionale ― Paraguay | Cronologia completa delle presenze e delle reti in nazionale ― Paraguay | Cronologia completa delle presenze e delle reti in nazionale ― Paraguay |
| Data                                                                    | Città                                                                   | In casa                                                                 | Risultato                                                               | Ospiti                                                                  | Competizione                                                            | Reti                                                                    | Note                                                                    |
| ----------------------------------------------------------------------- | ----------------------------------------------------------------------- | ----------------------------------------------------------------------- | ----------------------------------------------------------------------- | ----------------------------------------------------------------------- | ----------------------------------------------------------------------- | ----------------------------------------------------------------------- | ----------------------------------------------------------------------- |
| 14-8-2013                                                               | Kaiserslautern                                                          | Germania                                                                | 3 – 3                                                                   | Paraguay                                                                | Amichevole                                                              | -1                                                                      | 46’                                                                     |
| 10-9-2013                                                               | Asuncion                                                                | Paraguay                                                                | 2 – 5                                                                   | Argentina                                                               | Qual. Mondiali 2014                                                     | -5                                                                      | 11’                                                                     |
| 5-3-2014                                                                | San José                                                                | Costa Rica                                                              | 2 – 1                                                                   | Paraguay                                                                | Amichevole                                                              | -2                                                                      |                                                                         |
| 29-5-2014                                                               | Kufstein                                                                | Camerun                                                                 | 1 – 2                                                                   | Paraguay                                                                | Amichevole                                                              | -                                                                       | 46’                                                                     |
| 8-6-2017                                                                | Trujillo                                                                | Perù                                                                    | 1 – 0                                                                   | Paraguay                                                                | Amichevole                                                              | -1                                                                      | 46’                                                                     |
| 27-3-2018                                                               | Raleigh                                                                 | Stati Uniti                                                             | 1 – 0                                                                   | Paraguay                                                                | Amichevole                                                              | -1                                                                      | 44’                                                                     |
| 22-3-2019                                                               | Harrison                                                                | Perù                                                                    | 1 – 0                                                                   | Paraguay                                                                | Amichevole                                                              | -1                                                                      |                                                                         |
| 9-6-2019                                                                | Asuncion                                                                | Paraguay                                                                | 2 – 0                                                                   | Guatemala                                                               | Amichevole                                                              | -                                                                       |                                                                         |
| 16-6-2019                                                               | Rio de Janeiro                                                          | Paraguay                                                                | 2 – 2                                                                   | Qatar                                                                   | Coppa America 2019 - 1º turno                                           | -2                                                                      |                                                                         |
| 19-6-2019                                                               | Belo Horizonte                                                          | Argentina                                                               | 1 – 1                                                                   | Paraguay                                                                | Coppa America 2019 - 1º turno                                           | -1                                                                      |                                                                         |
| 23-6-2019                                                               | Salvador de Bahia                                                       | Colombia                                                                | 1 – 0                                                                   | Paraguay                                                                | Coppa America 2019 - 1º turno                                           | -1                                                                      |                                                                         |
| 27-6-2019                                                               | Porto Alegre                                                            | Brasile                                                                 | 0 – 0 (4 – 3 dtr)                                                       | Paraguay                                                                | Coppa America 2019 - Quarti di finale                                   | -                                                                       |                                                                         |
| 5-9-2019                                                                | Kashima                                                                 | Giappone                                                                | 2 – 0                                                                   | Paraguay                                                                | Amichevole                                                              | -2                                                                      |                                                                         |
| 10-10-2019                                                              | Kruševac                                                                | Serbia                                                                  | 1 – 0                                                                   | Paraguay                                                                | Amichevole                                                              | -1                                                                      |                                                                         |
| 19-11-2019                                                              | Riad                                                                    | Arabia Saudita                                                          | 0 – 0                                                                   | Paraguay                                                                | Amichevole                                                              | -                                                                       |                                                                         |
| 8-10-2020                                                               | Asuncion                                                                | Paraguay                                                                | 2 – 2                                                                   | Perù                                                                    | Qual. Mondiali 2022                                                     | -2                                                                      |                                                                         |
| 23-9-2022                                                               | Wiener Neustadt                                                         | Paraguay                                                                | 1 – 0                                                                   | Emirati Arabi Uniti                                                     | Amichevole                                                              | -                                                                       |                                                                         |
| 6-9-2024                                                                | Montevideo                                                              | Uruguay                                                                 | 0 – 0                                                                   | Paraguay                                                                | Qual. Mondiali 2026                                                     | -                                                                       |                                                                         |
| 10-10-2024                                                              | Quito                                                                   | Ecuador                                                                 | 0 – 0                                                                   | Paraguay                                                                | Qual. Mondiali 2026                                                     | -                                                                       |                                                                         |
| 15-10-2024                                                              | Asuncion                                                                | Paraguay                                                                | 2 – 1                                                                   | Venezuela                                                               | Qual. Mondiali 2026                                                     | -1                                                                      |                                                                         |
| 14-11-2024                                                              | Asunción                                                                | Paraguay                                                                | 2 – 1                                                                   | Argentina                                                               | Qual. Mondiali 2026                                                     | -1                                                                      |                                                                         |
| 19-11-2024                                                              | El Alto                                                                 | Bolivia                                                                 | 2 – 2                                                                   | Paraguay                                                                | Qual. Mondiali 2026                                                     | -2                                                                      |                                                                         |
| 20-3-2025                                                               | Asunción                                                                | Paraguay                                                                | 1 – 0                                                                   | Cile                                                                    | Qual. Mondiali 2026                                                     | -                                                                       |                                                                         |
| 25-3-2025                                                               | Barranquilla                                                            | Colombia                                                                | 2 – 2                                                                   | Paraguay                                                                | Qual. Mondiali 2026                                                     | -2                                                                      | 85’                                                                     |
| 5-6-2025                                                                | Asunción                                                                | Paraguay                                                                | 2 – 0                                                                   | Uruguay                                                                 | Qual. Mondiali 2026                                                     | -                                                                       |                                                                         |
| 10-6-2025                                                               | San Paolo                                                               | Brasile                                                                 | 1 – 0                                                                   | Paraguay                                                                | Qual. Mondiali 2026                                                     | -1                                                                      |                                                                         |
| Totale                                                                  |                                                                         | Presenze                                                                | 27                                                                      |                                                                         | Reti                                                                    | -27                                                                     |                                                                         |

## Palmarès

### Club

#### Competizioni statali
- Campionato Carioca: 1

Botafogo: 2018

#### Competizioni internazionali
- Coppa Libertadores: 1

Botafogo: 2024

#### Competizioni nazionali
- Campionato brasiliano: 1

Botafogo: 2024